# Зинаида Гречани
Зинаида Гречани (рум. Zinaida Greceanîi; 7. фебруар 1956) молдавска је политичарка. Тренутно је председница Скупштине Молдавије од 8. јуна 2019. године. Гречани је претходно била и премијер Молдавије од 31. марта 2008. до 14. септембра 2009. Она је лидер Партије социјалиста Републике Молдавије (ПСРМ), а раније је била чланица Партије комуниста Републике Молдавије (ПКРМ). Она је била прва премијерка Молдавије  и била је друга жена комунистички шеф владе у Европи, а прва је била премијерка Југославије Милка Планинц.

## Позадина
Гречани је рођена у Томској области у Сибиру, у Руској СФСР у Совјетском Савезу . Њени родитељи, Мариоара Урсу (1918–1993) и Петреја Бужор (1906–1996) су депортовани 1951. из Котиујенија на северу Молдавије током операције Север, јер су били Јеховини сведоци . Њен брат умро је током депортације . Зинаида Гречани и њени родитељи вратили су се у Котиујени тек 1968. године. Њена бака ју је крстила по православном обичају.
Дипломирала је на Финансијском и економском колеџу у главном граду Кишињеву и Државном универзитету Молдавије .
Гречани је удата за Алексеја Гречанија и има двоје деце.

## Каријера
Средином 90-их запослила се као шеф одељења у Министарству финансија. Била је заменица министра финансија од 2000. до 2001. и први заменик министра финансија од 2001. до 2002. године. Председник Владимир Вороњин именовао ју је 8. фебруара 2002. за привременог министра финансија, а затим је 26. фебруара 2002. именовао за министра финансија и била је једина жена у том сазиву молдавске владе. Након што је на дужности министра финансија била више од три године, Вороњин ју је именован за првог потпредседника Владе Молдавије 10. октобра 2005. У лето 2005. је била прва стигла на градским изборима у Кишињеву, али су ти избори проглашени неважећим због мале излазности.
Према анкетама спроведеним у 2019. години о најпопуларнијим политичарима Републике Молдавије, Зинаида Гречани је сврстана на друго место међу високим политичарима по нивоу поверења међу народом, а према неким другим анкетама су јој додељиване шеста и осма позиција, у зависности од извора.

## Премијер
Након оставке премијера Василеа Тарлева 19. марта 2008, председник Владимир Вороњин предложио је Гречани за премијера. Парламент је 31. марта одобрио Владу Зинаиде Гречани са 56 гласова за од укупно 101 посланика у Скупштини. Према њеним изјавама непосредни фокус њене владе био би на "слободи медија, активном дијалогу са цивилним друштвом и независном правосуђу". Повећала је број жена министараа са 2 на 5 (25 процената) и испоштовала све важеће законе о равноправности полова.
Гречани је поднела оставку 9. септембра 2009, рекавши да није у стању да истовремено обавља дужности премијера и скупштинског посланика. Дана 10. септембра 2009. године, председник Молдавије Владимир Вороњин  је потписао уредбу о именовању министарке правде Виталије Пирлог за вршиоца дужности премијера од 14. септембра до формирања нове владе.

### Догађаји од 7. априла 2009.
Зинаида Гречани, премијерка Републике Молдавије је постала позната по својим симболичким изјавама о протестима од 7. априла 2009. на јавном простору, да су полицајци спремни да оружје користе против демонстраната и изашла је са поруком: "Организатори највећег злочина су спремни да користе децу у наредним данима. Ако се то деси, било би тешко да се избегну жртве. Полиција ће употребити све потребне мере за одбрану уставности, укључујући и оружје". Шест година касније, у априлу 2015. године, Гречани је у емисији Интерпол, коју је емитовала ТВ7, изјавила да је исправно поступила када је 2009. године изјавила да ће бити крвопролића .
У истрази догађаја од 7. априла 2009. Зинаида Гречани, која је упамћена по историјској изјави у којој је молила „мајке“ да своју децу држе код куће, због могућности да она буду искоришћена као "оружје". С тим у вези, тужиоци су је једанпут саслушали, поводом ових догађаја, као сведока.

## Молдавски председнички избори од маја до јуна 2009. године
Њена странка победила је на изборима у априлу 2009. са 49,48% гласова, а она је освојила једно од 60 мандата ПКРМ-а у Скупштини Молдавије. Била је два пута неуспешна кандидаткиња ПКРМ-а за функцију председника Молдавије, 20. маја и 3. јуна 2009. године, недостајао јој је само један глас да добије потребних 3/5 (61 глас). У оба круга, ПКРМ је такође номиновала алтернативне мушке кандидате који су добили по 0 гласова, а Гречани је освојила свих 60 гласова Комунистичке партије.
Одржани су нови избори и након парламентарних избора у јулу 2009. године, Гречани је поново освојила место у молдавском парламенту, али ПКРМ је добила само 48 места, а опозиција Комунистичке партије, Савез за европске интеграције пристала је да са њима створи владајућу коалицију.

## Напуштање ПКРМ-а и придруживање ПСРМ-у
У јесен 2011. Зинаида Гречани је, заједно са Игором Додоном и Вероником Абрамкјук, напустила ПКРМ  и придружила се Партији социјалиста (ПСРМ) коју је водила Вероника Абрамкјук. Од 2011. до 2016. лидер странке био је Игор Додон. Након његовог избора за председника Републике Молдавије вршилац дужности лидера Партије социјалиста постала је Зинаида Гречани, која је 18. децембра 2016. и званично изабрана за председника странке. На изборима 30. новембра 2014. Зинаида Гречани је била носилац изборне листе ПСРМ-а.

## Наставак каријере
Оспоравала је избор за градоначелницу Кишињева на локалним изборима 2015. године, где је изгубила у другом кругу од тадашње градоначелнице Дорин Чиртоаке. На крају је у другом кругу, 28. јуна изгубила од Чиртоаке са 46,56% наспрам 53,46%.
Дана 18. новембра 2016. године је изабрана за председника Социјалистичке партије, а на функцију је  ступила 23. децембра 2016. Изабрана је за 12. председника молдавске Скупштине 8. јуна 2019. године што је изазвало кратку 8-дневну уставну кризу у земљи.

## Контроверзе

### Увоз електричне енергије
Зинаида Гречани и Игор Додон били су укључени у тајни увоз електричне енергије и постали су предмет жалбе која је поднета Канцеларији Генералног тужиоца. Од 1. јуна 2008. године Молдавија је куповала струју од Украјине по цени која је била за 10% виша од оне која је плаћена у мају. Први потпредседник Владе Игор Додон најавио је нову цену као "изванредан успех", рекавши да је, у почетку, украјинска страна захтевала повећање од 50%. Међутим, у Кишињевским коридорима говорило се о чињеници да је поскупљење извршено у корист компаније регистроване у Мађарској иза које су стајале особе које су "дириговале" државним властима Украјине и Молдавије. Након "преговора", у украјинску увозну шему уврштен је и приватни посредник. У међувремену, енергетски стручњаци су од ANRE добили више званичних информација, које су показале да је само пре годину дана компанија као посредник стекла зараду од преко 14,5 милиона долара од разлике у цени електричне енергије. Влада је била одговорна за увоз електричне енергије. А према одредби коју је потписала тадашња премијерка Зинаида Гречани, преговарачку групу за потписивање уговора о снабдевању електричном енергијом у Украјини чинили су Игор Додон, у то време министар привреде, Александар Гусев, директор Енергокома и Марку Римиш из Молделектрике..

### Кредити од BEM-a
Зинаида Гречани је 2008. била министарка финансија, а њен супруг Алексеј члан Управног одбора фабрике Vin Cojusna, компаније која је узела кредит од Banca de Economii (BEM) у износу од 1,63 милиона евра и 500.000 америчких долара. За породицу Гречани није био проблем да добије овај зајам, тим пре јер је Министарство финансија било одговорно за државни пакет везан за имовину BEM-a. Пре десет године, 2010. године, фабрика Cojusna  је банкротирала, а 2011. извесна фирма "Алсвит-принт", коју је основала оф-шор компанија коју контролише Алексеј Гречани је купила  имовину фабрике, заложила је у банци и узела још један кредит од 40 милиона молдавских леја који је такође уговорен са ВЕМ-ом. Годину дана након покретања поступка ликвидације Banca de Economii, износи који су проистекли од продаје имовине банке су били безначајни. Најдрагоценија серија на аукцији је била Фабрика Vin Cojusna која је дошла на суд након што Алексеј Гречани, супруг бивше премијерке и тренутног лидера социјалиста Зинаиде Гречани, није вратио десетине милиона молдавских леја.
Дана 15. јула 2019. лидер ЛП-а Дорин Чиртоака је представила неколико докумената према којима се показало да је Зинаида Гречани била умешана у добијање кредита од ВЕМ-а, који нису враћени. Она је тражила оставку Зинаиде Гречани са места председнице парламента, а оптужила ју је и за њено ућешће у банкарским преварама.

### Интегритет
Пре парламентарних избора 28. новембра 2010. године, Грађанска иницијатива за чист парламент, која је саставила листу кандидата са циљем очувања интегритета је примиетила да је због министарке финансија Зинаиде Гречани Молдавија осуђена на Европском суду за људска права у случају компаније „Offer plus“ када је држава натерана да плати одштету и неизмирена дуговања компанији у износу од 2,5 милиона евра.